# Né
Né – rzeka we Francji, przepływająca przez tereny departamentów Charente i Charente-Maritime, o długości 66,1 km. Stanowi dopływ rzeki Charente.